# Plaza del Coso
La plaza del Coso es una plaza urbana de la localidad de Peñafiel, en la provincia de Valladolid, comunidad autónoma de Castilla y León, España. A lo largo del año, hace las veces de plaza de toros, durante las fiestas de San Roque de agosto, y sirve de lugar para la Bajada del Ángel, el Domingo de Resurrección.

## Descripción
Conocida como "Corro" o "Corro de los toros", su existencia se encuentra documentada desde la Edad Media. Conformada por 48 edificios, se accede a ella por dos calles. Bordea un espacio de 3500 m². Los balcones de la plaza, adintelados, se realizaron en los siglos XVIII y XIX, en madera, y se encuentran decorados con motivos arabescos. La función de estos balcones desde su origen hasta hoy es la de servir de lugar para presenciar los espectáculos.

## Atribución de la primera plaza mayor de España

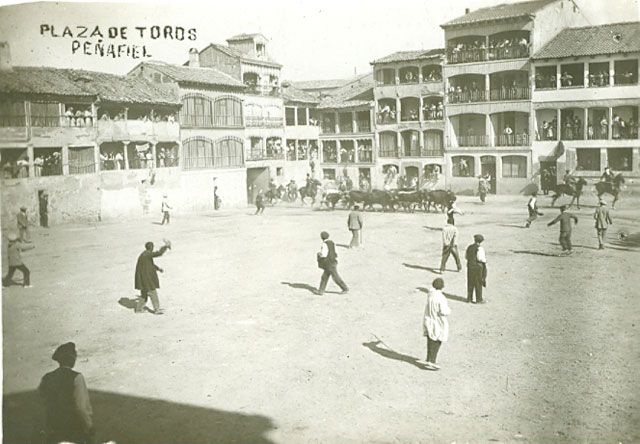
Imagen de principios del.

Actualmente se atribuye a esta plaza el ser «una de las primeras plazas mayores de España», dada por su singularidad. Su emplazamiento no constituye un espacio en el que preside un ayuntamiento, concejo o una iglesia parroquial. Su construcción se realizó desde antiguo para fines lúdicos, entre los que destacaban las justas y torneos medievales y posteriormente las sueltas y corridas de toros.
El concepto de Plaza Mayor va unido a la presencia en dicha plaza de las Casas Consistoriales, por lo que la Plaza de Peñafiel es más bien un palenque, lugar dedicado realizar justas y torneos,es decir: juegos derivados de la guerra y de la caza. Estos lugares evolucionaron y en algunos casos fueron aprovechados para el entrenamiento de tropas, es decir, a la instrucción militar justas y torneos y se los denominó Campos de Marte. 
En otros casos evolucionaron hacia juegos taurinos, que hasta el siglo XVIII se realizaba a caballo y a partir de la dinastía de los romero de ronda comienza a realizarse a pie. Este es el caso de Peñafiel donde, como en muchos otros lugares, se construyeron una serie de edificaciones dedicadas a la exclusiva misión de palcos desde donde disfrutar de las diversas actividades del recinto que incluían procesiones, festejos patronales, ferial de ganado, etc.
El origen de las Plazas Mayores españolas está en Valladolid cuando en el siglo XIII se desplaza el mercado desde la plaza de Santa María hasta un descampado extramuros en torno al Convento de san Francisco, donde poco a poco se van construyendo edificaciones diversas sobre todo con función comercial. Los Reyes Católicos trasladan allí las Casas del Concejo. En el siglo XVI, ya se denominaba Plaza Mayor. Tras el terrible incendio de 1561, que arrasó la zona, se inició la reconstrucción bajo los auspicios del Rey Felipe II y proyectó una urbanización integral de la zona dirigida a la actividad comercial, con calles porticadas y que incluía un gran espacio para la Plaza Mayor. Esta plaza,de grandes dimensiones, presidida por la Casa consistorial, se dedicó también a recinto para celebraciones de tipo diverso: espectáculos civiles y actos religiosos. El modelo generó la construcción en España y América de recintos similares con la doble función comercial y representativa.